# اندازه دایناسور

نمودار مقیاس مقایسه یک انسان و طولانی‌ترین دایناسورهای شناخته شده از پنج کلاس اصلی

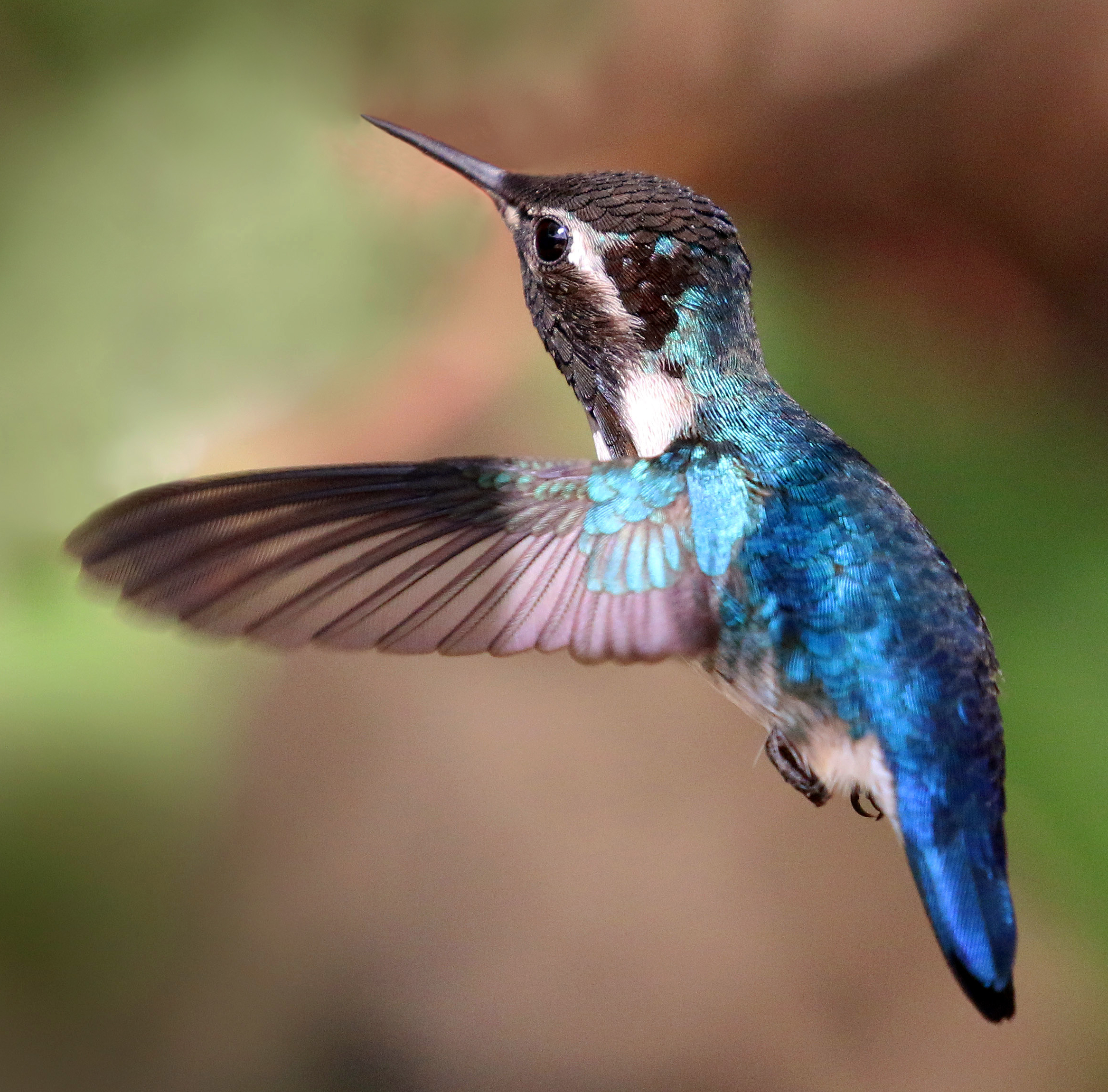
مرغ مگس خوار زنبور نر بالغ، کوچک‌ترین دایناسور شناخته شده و کوچک‌ترین دایناسور زنده

اندازه یکی از جنبه‌های مهم دیرینه‌شناسی دایناسورها است که هم برای عموم مردم و هم برای دانشمندان حرفه ای مورد توجه است. دایناسورها برخی از بزرگ‌ترین تفاوت‌ها را در اندازه هر گروه جانوری خشکی نشان می‌دهند، از مرغ‌های مگس خوار کوچک که می‌توانند کمتر از دو گرم وزن داشته باشند تا تیتانوسورهای منقرض شده که می‌توانند بین ۵۰ الی ۱۰۰ تن وزن داشته باشند.
آخرین شواهد نشان می‌دهد که اندازه متوسط دایناسورها در دوره‌های تریاس، ژوراسیک پیشین، ژوراسیک پسین و کرتاسه متفاوت بوده‌است و احتمال دارد دایناسورها فقط در اوایل یا در ژوراسیک میانه گسترده شده‌اند.
دایناسورهای تروپود (ددپایان) درنده، که بیشترین گوشتخواران زمینی را در طول مزوزوئیک تشکیل می‌دادند، اغلب در دسته بین ۱۰۰–۱٬۰۰۰ کیلوگرم (۲۲۰–۲٬۲۰۰ پوند) قرار می‌گیرند در حالی که پستانداران گوشتخوار شکارچی دوره حاضر در محدوده ۱۰–۱۰۰ کیلوگرم (۲۲–۲۲۰ پوند) قرار دارند.
توده بدن دایناسورهای مزوزوئیک بین یک تا ده متریک تن است. این به شدت با اندازه پستانداران سنوزوئیک که توسط موزه ملی تاریخ طبیعی حدود ۲ تا ۵ کیلوگرم (۴٫۴ تا ۱۱٫۰ پوند) تخمین زده شده‌است در تضاد است.

## تخمین اندازه
دانشمندان احتمالاً هرگز از اندازه بزرگ‌ترین و کوچک‌ترین دایناسورها مطمئن نخواهند شد. این به این دلیل است که تا به حال تنها بخش کوچکی از حیوانات به فسیل تبدیل شده‌اند و بقایای بیشتر آن‌ها هم هرگز کشف نمی‌شوند یا به‌طور ناخواسته در نتیجه فعالیت‌های انسانی از بین می‌روند.
از نمونه‌هایی که بازیابی شده‌اند، حتی اسکلت تعداد کمی به نسبت کامل هستند و آثار پوست و سایر بافت‌های نرم به ندرت کشف می‌شود. بازسازی یک اسکلت کامل با مقایسه اندازه و مورفولوژی استخوان‌ها با استخوان‌های گونه‌های مشابه و شناخته‌شده‌تر یک هنر غیر دقیق است (اگرچه بر اساس برخی از روندهای ثابت رشدسنجی کنترل می‌شود)، و بازسازی عضلات و سایر اندام‌های حیوان زنده در بهترین حالت، یک فرایند حدس و گمان است و هرگز کامل نیست.
با توجه به عدم حفظ بافت نرم در فرایند فسیل شدن، تخمین جرم دایناسورها بسیار تقریبی تر از تخمین طول آن‌ها است. در روش‌های نوین، تخمین جرم بیشتر با تکنیک اسکن لیزری اسکلت انجام می‌شود که یک پوست «مجازی» را روی یک اسکلت شناخته شده یا حدسی قرار می‌دهد، اما محدودیت‌های ذاتی تخمین جرم همچنان باقی می‌ماند.

## ساروپودومورف‌ها

مقایسه اندازه دایناسورهای سوروپود غول پیکر منتخب

تخمین اندازه ساروپودومورف با توجه به وضعیت بقایای تکه‌تکه آن‌ها دشوار است. ساروپودها اغلب بدون دم باقی مانده‌اند، بنابراین در برآورد طول کلی، مقدار خطا زیاد است. جرم با استفاده از مکعب طول محاسبه می‌شود، بنابراین برای گونه‌هایی که طول آن‌ها مشخص نیست، وزن حتی بیشتر هم تخمین زده می‌شود. تخمین‌هایی که به‌ویژه عدم قطعیت دارند (به دلیل بخش‌های بسیار پراکنده یا از دست رفته)، با علامت سؤال همراه هستند. هر عدد نشان دهنده بالاترین برآورد یک مقاله پژوهشی است.
یکی از سوروپودهای بزرگ، به نام ماراپونیساروس فراجیلیموس، مبتنی بر اساس بقایای بسیار کمی که توسط دیرینه شناسان در سال ۱۸۷۸ توصیف شده، فرض شده‌است. تجزیه و تحلیل تصاویر موجود در گزارش اولیه نشان داد که این گونه ممکن است بزرگ‌ترین حیوان خشکی در تمام دوران بوده باشد و احتمالاً ۱۰۰–۱۵۰ تن متری (۱۱۰–۱۷۰ تن کوچک) وزن داشته‌است و طول آن بین ۴۰–۶۰ متر (۱۳۰–۲۰۰ فوت) برآورد شده‌است.
یکی از تحلیل‌های بعدی از شواهد باقی‌مانده، نشان داد که اندازه بزرگی این جانور بیش از حد تخمین زده شده‌است که تا حدی به دلیل اشتباهات چاپی در گزارش اصلی است. این موضوع بعدها در یک مطالعه متفاوت به چالش کشیده شد که در آن استدلال شد، اندازه‌گیری‌های Cope واقعی هستند و هیچ مبنایی برای فرض اشتباهات تایپی وجود ندارد.
با این حال، این مطالعه، گونه‌ها را دوباره طبقه‌بندی کرد و به همین ترتیب، طول بسیار کمتر ۳۰٫۳ متر (۹۹ فوت) و جرم کمتر ۷۸٫۵ تن متری (۸۶٫۵ تن کوچک) را ارائه کرد. این به خودی خود بعدها به دلیل کوچکی این جانور با چنین اندازه ای مورد مناقشه قرار گرفت و برخی معتقد بودند که حتی در حدود ۳۵–۴۰ متر (۱۱۵–۱۳۱ فوت) و وزنی در حدود ۸۰–۱۲۰ تن متری (۸۸–۱۳۲ تن کوچک) دارد.
یکی دیگر از سوروپودهای بزرگ اما بحث برانگیزتر، بروهاتکایوسور است که وزن محاسبه شده‌ای بین ۱۲۶–۲۲۰ تن متری (۱۳۹–۲۴۳ تن کوچک) و طول ۴۴٫۱ متر (۱۴۵ فوت) داشت. اگرچه وجود این سوروپود مدت‌هاست که به عنوان جعل یا شناسایی نادرست از تنه یک درخت فسیا شده، رد شده بود، اما شواهد عکسبرداری اخیر وجود آن را تأیید می‌کند. برآوردهای جدیدتر و قابل اعتمادتر در سال ۲۰۲۳، وزن بروهاتکایوسور را در حدود ۱۱۰–۱۳۰ تن متری (۱۲۰–۱۴۰ تن کوچک) تغییر داده‌است. با فرض آزادانه‌ترین تخمین، وزن آن ۲۴۰ تن متری (۲۶۰ تن کوچک) است، که آن را برای چنین حیوانی بسیار بزرگ جلوه می‌کند. اگر تخمین اندازه به صورت اسمی در نظر گرفته شوند، بروهاتکایوسور نه تنها بزرگ‌ترین دایناسوری خواهد بود که تا به حال زندگی کرده‌است، بلکه بزرگ‌ترین حیوانی است که بر روی زمین زندگی کرده‌است اندازه آن حتی از بزرگ‌ترین نهنگ آبی ثبت‌شده نیز فراتر می‌رود.
به گفته گریگوری اس. پل، «ابر ساروپودها» یا «نهنگ‌های خشکی» مانند مارااپونیساوروس، برواتکایوزاروس و ردپای بروم تیتانوسور که او آنها را چنین می‌خواند، نباید تعجب‌آور باشد، زیرا ساروپودها نسبت به گرما مقاوم‌تر بودند و به سرعت رشد می‌کردند که رقیب بزرگ‌ترین نهنگ‌ها از نظر جرم بودند.
سایر عوامل بالقوه برای چنین اندازه‌های بزرگ سوروپودها عبارتند از افزایش استحکام استخوان و ویژگی‌های غضروفی برای توزیع و حمایت از وزن سنگین آن‌ها.
به‌طور کلی، ساروپودهای غول‌پیکر را می‌توان به دو دسته تقسیم کرد: شکل‌های کوتاه‌تر اما تنومندتر و حجیم‌تر (بیشتر تیتانوسورها و برخی براکیوسوریدها)، و دیگری شکل‌های بلندتر اما باریک‌تر و سبک‌تر (بیشتر دیپلودوسیدها).
از آنجایی که روش‌های مختلف تخمین گاهی نتایج متناقضی به دست می‌دهند، تخمین‌های توده بدنی ساروپودها می‌تواند به‌طور گسترده‌ای متفاوت باشد و باعث اختلاف نظر بین دانشمندان بر سر مقدار دقیق شود. به عنوان مثال، وزن تیتانوسور دریدنوتوس در ابتدا با مقیاس رشدسنجی نسبت اندام به استخوان، برابر ۵۹٫۳ تن تخمین زده شد، در حالی که تخمین‌های اخیر، بر اساس بازسازی‌های سه بعدی، رقم بسیار کوچک‌تری از ۲۲٫۱ تا ۳۸٫۲ تن را به دست می‌دهند.

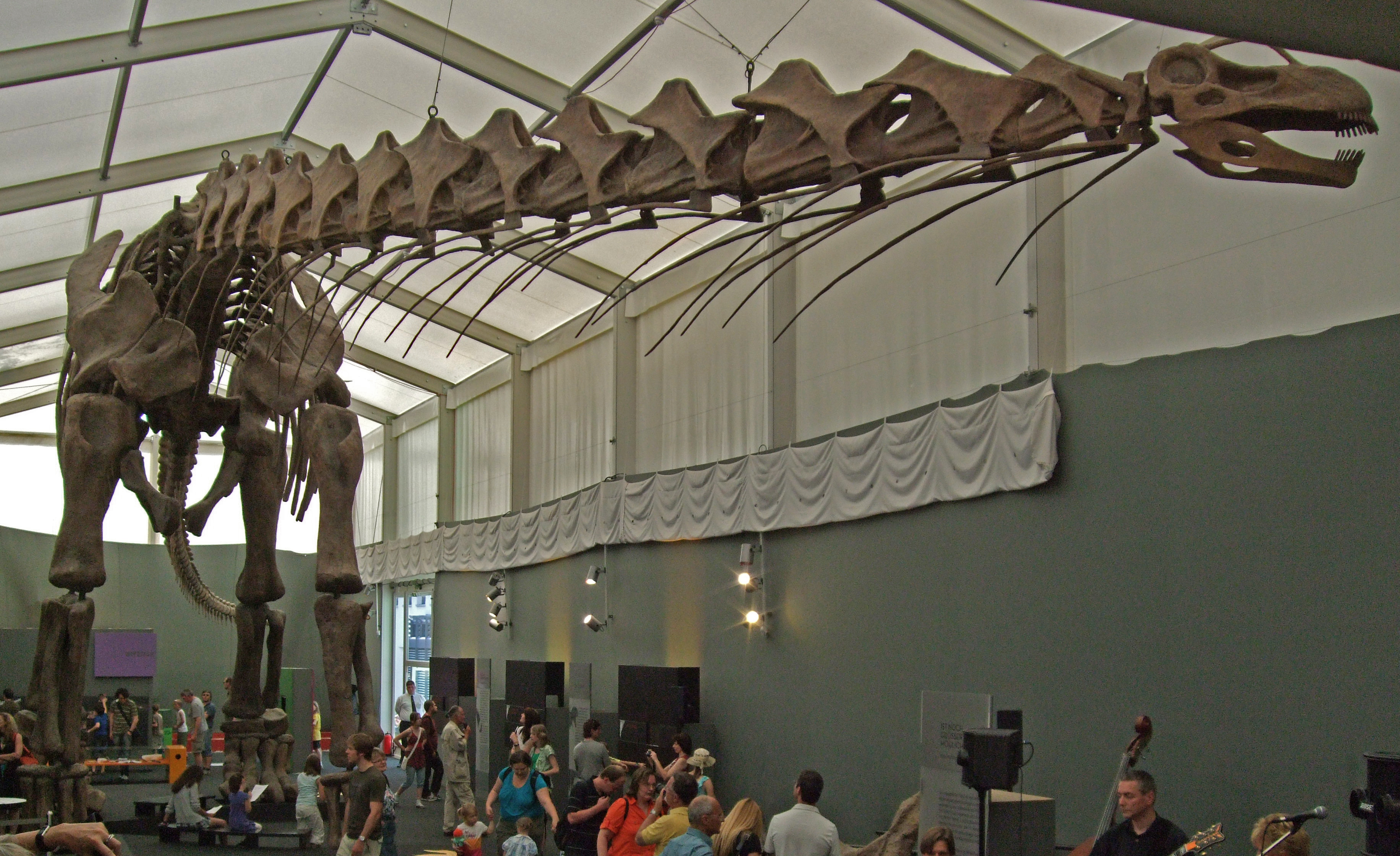
اسکلت بازسازی شده تیتانوسور آرژانتیناسور که اغلب بزرگ‌ترین دایناسور شناخته شده در نظر گرفته می‌شود

ساروپودها طولانی‌ترین و سنگین‌ترین دایناسورها بودند. در بیشتر دوران دایناسورها، کوچک‌ترین ساروپودها تقریباً از هر چیز دیگری در زیستگاه خود بزرگ‌تر بودند، و بزرگ‌ترین آنها از هر چیزی که از آن زمان تاکنون روی زمین راه می‌رفته سنگین تر بود. پستانداران غول پیکر ماقبل تاریخ مانند بلوچی‌دد و فیل راست‌عاج (بزرگ‌ترین پستانداران خشکی کشف شده)، توسط ساروپودهای غول پیکر کوتوله شدند و تنها نهنگ‌های مدرن از نظر وزن نزدیک به آنها می‌شوند یا از آنها پیشی می‌گیرند.
چندین مزیت پیشنهادی برای اندازه بزرگ ساروپودها وجود دارد، از جمله محافظت در برابر شکار، کاهش مصرف انرژی و طول عمر، اما ممکن است مهم‌ترین مزیت آن رژیم غذایی باشد. حیوانات بزرگ در هضم بهتر از حیوانات کوچک کارآمد هستند، زیرا غذا زمان بیشتری را در دستگاه گوارش آنها می‌گذراند. این همچنین به آنها اجازه می‌دهد تا با مواد غذایی با ارزش غذایی پایین‌تر از حیوانات کوچکتر زندگی کنند. بقایای ساروپودها عمدتاً در صخره‌هایی یافت می‌شوند که به عنوان خشک یا خشک فصلی فرض می‌شوند، و توانایی خوردن مقادیر زیادی از جستجوی کم‌مغذی در چنین محیط‌هایی سودمند خواهد بود.
یکی از بلندترین و سنگین‌ترین دایناسورهایی که اسکلت آن‌ها خوب شناخته شده‌است، جیرافاتیتان برانکای (که قبلاً به عنوان گونه‌ای از برکیوسور طبقه‌بندی می‌شد) است که بقایای آن بین سالهای ۱۹۰۷ تا ۱۹۱۲ در تانزانیا کشف شد. استخوان‌های چندین جانور با اندازه‌های مشابه با اسکلتی که اکنون در موزه برلین به نمایش گذاشته شده‌است، مطابقت داده شده‌است.
ارتفاع این اسکلت ۱۲–۱۳٫۲۷ متر (۳۹٫۴–۴۳٫۵ فوت) است و طول آن ۲۱٫۸–۲۲٫۵ متر (۷۲–۷۴ فوت) است، و متعلق به حیوانی بود که بین ۳۰٬۰۰۰ تا ۶۰٬۰۰۰ کیلوگرم (۶۶٬۰۰۰ تا ۱۳۲٬۰۰۰ پوند) وزن داشت. . یکی از طولانی‌ترین دایناسورهای کامل دایناسور با طول ۲۷-متر-long (۸۹-فوت) دوتیرکی می‌باشد که در وایومینگ در ایالات متحده کشف شد و در موزه تاریخ طبیعی کارنگی پیتسبورگ در سال ۱۹۰۷ به نمایش درآمد
دایناسورهای بزرگتری وجود داشتند، اما دانش ما در مورد آنها کاملاً بر اساس تعداد کمی از فسیل‌های تکه‌تکه است. بسیاری از بزرگ‌ترین نمونه‌های گیاهخوار ثبت شده، در دهه ۱۹۷۰ یا بعد از آن کشف شدند و شامل تیتانوسور عظیم آرژانتیناسور هوینکولنسیس است که بزرگ‌ترین دایناسور شناخته شده بر اساس شواهد غیرقابل بحث بوده و تخمین زده می‌شود ۷۰–۸۰ تن (۷۷–۸۸ تن کوچک) بوده باشد طولی حدود ۳۶ متر (۱۱۸ فوت) داشته‌است. برخی از طولانی‌ترین ساروپودها آن‌هایی بودند که دم‌های فوق‌العاده بلند و شلاق مانند با طول ۲۹–۳۰ متر مانند  دو تیرکی داشتند.
در سال ۲۰۱۴، بقایای فسیل شده یک گونه ناشناخته از سوروپود در آرژانتین کشف شد. تخمین زده می‌شود این تایتانوسور که پاتاگوتایتان مایوروم نام دارد، حدود ۴۰ متر (۱۳۰ فوت) طول و وزنی حدود ۷۷ تن (۸۵ تن کوچک) داشته باشد و بزرگتر از هر ساوروپود دیگری است که قبلاً پیدا شده بود. نمونه‌های یافت شده به‌طور قابل توجهی بیشتر از تیتانوسورهای قبلی کامل بودند. از آن زمان گفته شد که پاتاگوتیتان لزوماً بزرگتر از آرژانتینوساروس و پوئرتاسوروس نیست. در سال ۲۰۱۹، تخمین زده شد پاتاگوتیتان ۳۱ متر (۱۰۲ فوت) طول و حدود ۵۵ تن (۱۲۱٬۰۰۰ پوند) وزن داشته‌است.
بزرگ‌ترین سوروپودومورف غیر سوروپود، ۱۶ متر (۵۲ فوت) طول و ۱۰ تن (۲۲٬۰۰۰ پوند) بود. یکی دیگر از ساروپودومورف‌های بزرگ یوسکلوسور بود. به ۱۲٫۲ متر (۴۰ فوت) در طول و ۲ تن متری (۲٫۲ تن کوچک) در وزن رسید. یونانوسور نیز به طول ۱۳ متر (۴۳ فوت) رسید.

## تروپودها

مقایسه اندازه دایناسورهای تروپود غول پیکر منتخب

تیرانوسوروس برای چندین دهه بزرگ‌ترین و شناخته شده‌ترین تروپود برای عموم مردم بود. با این حال، از زمان کشف آن، تعدادی دیگر از دایناسورهای گوشتخوار غول پیکر از جمله اسپینوزاروس، کارچارودونتوزاروس و گیگانوتوزاروس توصیف شده‌اند. تخمین زده می‌شود که این دایناسورهای بزرگ تروپود از نظر اندازه رقیب تیرانوسوروس رکس هستند، اگرچه مطالعات و بازسازی‌های جدیدتر نشان می‌دهد که تیرانوزاروس، اگرچه کوتاه‌تر است، اما در کل حیوان حجیم‌تری بوده‌است. تخمین زده می‌شود که نمونه‌هایی مانند سو و اسکاتی، هر دو عظیم‌ترین تروپودهای شناخته شده در علم باشند. هنوز هیچ توضیح روشنی برای اینکه چرا این حیوانات در مقایسه با شکارچیان زمینی که قبل و بعد از آنها آمده‌اند تا این اندازه حجیم و سنگین شده‌اند، وجود ندارد.

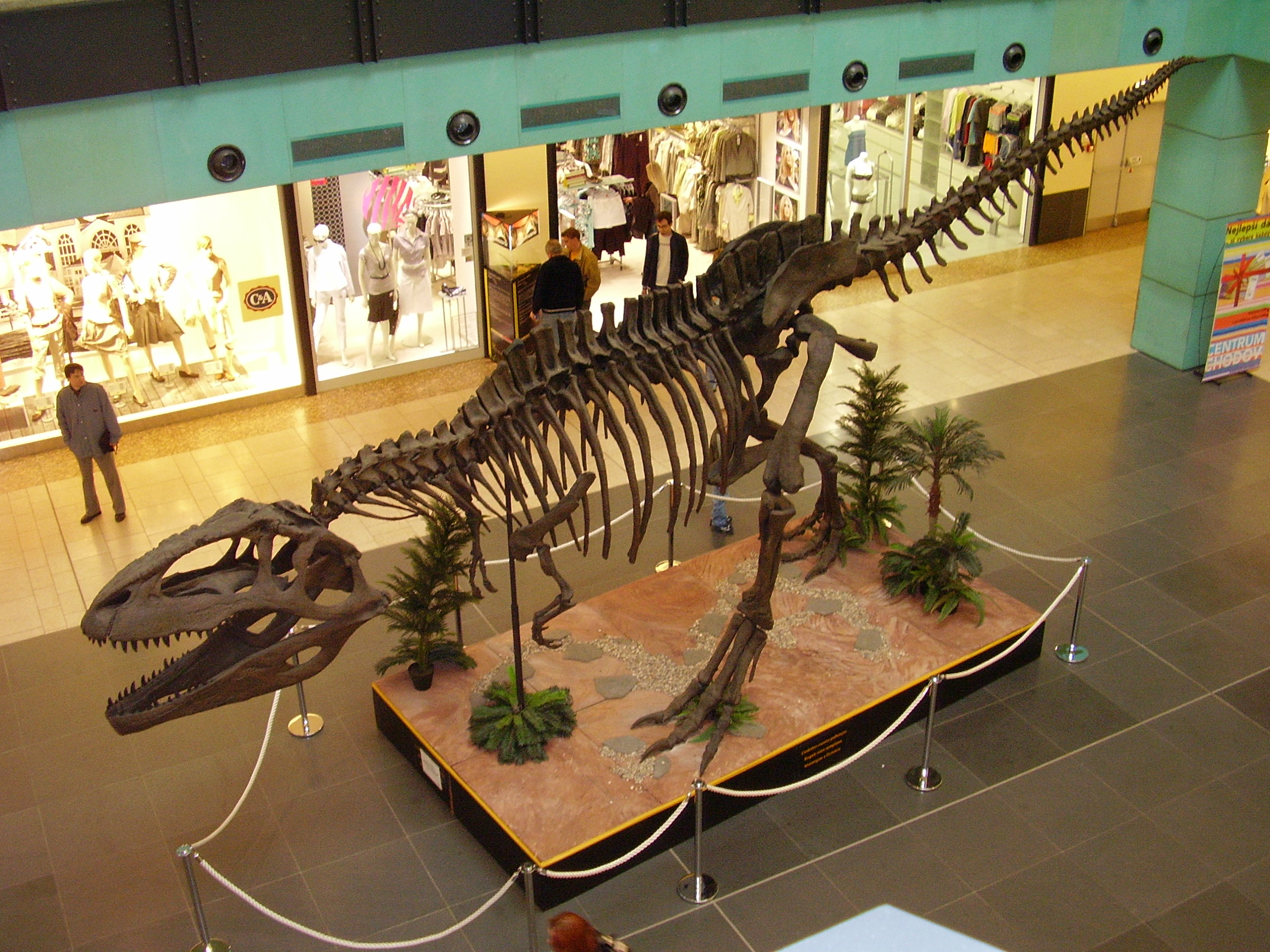
اسکلت Giganotosaurus، یکی از بزرگ‌ترین تروپودهای شناخته شده.

بزرگ‌ترین تروپود موجود، شترمرغ معمولی است که تا ۲٫۷۴ متر (۹ فوت ۰ اینچ) طول و بین ۶۳٫۵ و ۱۴۵٫۱۵ کیلوگرم (۱۴۰٫۰ و ۳۲۰٫۰ پوند) وزن دارد.
کوچک‌ترین تروپود غیر پرنده شناخته شده، ممکن است آنچیورنیس هوکسلیی با ۱۱۰ گرم (۳٫۹ اونس) وزن و ۳۴ سانتیمتر (۱۳ اینچ) طول باشد. اگرچه در مطالعه بعدی نمونه بزرگتری کشف شد که به ۶۲ سانتیمتر (۲۴ اینچ) می‌رسید. با این حال، برخی از مطالعات نشان می‌دهد که آنچیورنیس در واقع یک پرنده بوده‌است. کوچک‌ترین دایناسور شناخته شده از نمونه‌های بالغ که قطعاً پرنده نیست، پارویکوسور رموتوس با ۱۶۲ گرم (۵٫۷ اونس) و به اندازه ۳۹ سانتیمتر (۱۵ اینچ) استی. با این حال، در سال ۲۰۲۲ هولوتایپ آن به عنوان یک حیوان بسیار جوان شناخته شد. در میان دایناسورهای زنده، مرغ مگس زنبوری (ملیسوگا هلنه) با ۱٫۹ گرم (۰٫۰۶۷ اونس) وزن و ۵٫۵ سانتیمتر (۲٫۲ اینچ) طول، کوچک‌ترین است. از دید کلی کوچک‌ترین تروپود (از جمله در پرندگان) مرغ مگس خوار زنبوری است که با طول ۶٫۱۲ سانتی‌متر و وزن ۲٫۶ گرم برای ماده‌ها و ۵٫۵۱ سانتی‌متر طول و ۳٫۲۵ گرم برای نرها، در حال حاضر موجود است.
در فرگشت پرندگان، اندازه بدن به‌طور مداوم در طی یک دوره ۵۰ میلیون ساله، از میانگین ۱۶۳ کیلوگرم (۳۵۹ پوند) به ۰٫۸ کیلوگرم (۱٫۸ پوند) کاهش می‌یابد. این تنها دودمان دایناسورها بوده‌است که در طول چنین دوره زمانی طولانی به‌طور مداوم کوچکتر می‌شدند و اسکلت‌های آنها تقریباً چهار برابر نرخ متوسط دایناسورها سازگاری داشتند.